# Veliki Blek
Veliki Blek (ital. Il Grande Blek), poznat i kao Blek Stena (Blek Macigno), je strip junak koga je stvorio crtački trio poznat pod pseudonimom EsseGesse, u izdanju izdavačke kuće Dardo.

## Podaci o strip junaku
Veliki Blek je visoki plavokosi, mišićavi traper koji živi i deluje u vreme američkog Rata za nezavisnost. Njegovu odeću čini prsluk od medveđeg krzna, crvene pantalone, čizme sa resicama i dabrova kapa. Njegovi najbliži prijatelji su dečak-traper Rodi (Roddy Lassiter) i Profesor Okultis (Professor Occultis). Najveći neprijatelji su mu engleski vojnici (popularno zvani Crveni mundiri).
Blek je po nacionalnosti Francuz i pravo mu je ime Janik Lerok (Yannick Leroc). Rođen je 27. novembra 1749. godine. Otac mu je bio kraljevski kartograf u Sent Malou. Kako je Janik u mladosti često pravio probleme, otac ga je zaposlio kod ribara Kernana gde je naučio da plovi. Tokom oluje brod je potonuo ali je Janik uspeo da spase kapetana. Zbog tuče u krčmi bio je osuđen na šest meseci zatvora ali mu je zbog sitnih neposluha kazna stalno povećavana, tako da je u zatvoru ostao do svoje osamnaeste godine. Uspeo je da pobegne i zbog toga je osuđen na smrt ukoliko bude uhvaćen. U međuvremenu mu je umrla majka. Da bi se spasao kazne, dobrovoljno je pristupio posadi broda Rorkval (Rorqual), pod kapetanom zvanim Crno Oko koji je od francuskih vlasti dobio ovlašćenje za gusarenje protiv Engleza. Međutim, Crnom Oku je to služilo samo kao pokriće za piratske aktivnosti u sopstvenu korist. Napadao je robovlasničke brodove i njihove robove prodavao za svoju novčanu dobit, pljačkao nezaštićene plantaže i opskrbljivao oružjem britansku mornaricu. U dvoboju sa Janikom, Crno Oko je završio u moru gde su ga ubili morski psi. Janik je postao novi Rorkvalov kapetan i započeo s borbom protiv trgovaca robljem, pirata i britanskih ratnih i gusarskih brodova. Postao je poznat i Englezi su ga prozvali Veliki Blek — Crni Gusar. Nakon mnogih uspeha na moru pozvan je u Versaj gdje je predstavljen francuskom kralju Luju XVI koji ga je proglasio plemićem. Janik je ušao u društvo francuskih filozofa i prosvetitelja i u jednom dvoboju osramotio visokog plemića koji je branio nepravedni sistem u Francuskoj. Zbog toga je proglašena poternica za Janikom, ali on se vratio u rodni grad i sa ocem otplovio u potragu za severozapadnim prolazom. Nedaleko od Grenlanda brod je udario u greben i potonuo a Janik je bio jedini preživeli. Sagradio je splav i otplovio do Labradora gde su se pridružio plemenu Eskima koji su mu na rastanku čak poklonili jednu ženu. Janik je zaplovio južnije gde su ga zarobili Indijanci. Ipak, dopustili su mu da se pridruži plemenu, a poglavica ga je čak i usvojio. Indijanci su  Janika prozvali Blek što na njihovom jeziku znači Zlatna kosa. Kada su britanski vojnici napali njegovo selo i ubili mnoge stanovnike, Blek je postao poglavica i poveo svoje ratnike u napad na britansku tvrđavu koju su osvojili i uništili. Tamo je pronašao ženu i ćerku advokata Konolija (Connoly), vođe grupe trapera koji su pružali otpor tiraniji britanskih vlasti u Severnoj Americi. Blek je napustio Indijance te vratio Konoliju ženu i ćerku. Nakon toga postao je vođa trapera.
Napomena: Podaci iz Blekove biografije opisani su u stripu Priča o Velikom Bleku (na srpskom prvi put objavljen u LMS br. 358).

## Podaci o autorima
Tvorci stripa (scenaristi i crtači) bili su torinski trio Đovani Sinketo (Giovanni Sinchetto), Dario Gucon (Dario Guzzon) i Pjetro Sartoris (Pietro Sartoris) koji su se skrivali iza pseudonima EsseGesse.

## Veliki Blek u bivšoj Jugoslaviji
Prva epizoda Velikog Bleka izašla je u Italiji 1954. godine. U bivšoj Jugoslaviji su se delovi ove epizode pojavili već 1957. godine u slovenačkom dnevniku Primorska reka na slovenačkom jeziku. (Dnevnik je osnovan 1945. godine.) Blek se na slovenačkom zvao Silni Tom. Nije poznato koliko je dugo izlazio i da li su epizode bile redovne. Redovno pojavljivanje počelo je u decembru 1974. na srpsko-hrvatskom jeziku u ediciji Lunov magnus strip #128 pod nazivom Veliki Blek.

## Blek
Izdavačka kuća Dnevnik iz Novog Sada je svojevremeno otkupila prava za kreiranje stripova o Velikom Bleku. Stripovi na kojima su radili crtači iz bivše Jugoslavije izlazili su u Lunovom Magnus Stripu i Strip Zabavniku i imali su solidan uspeh. Ove epizode su među ljubiteljima stripa poznate kao YU Blek.
Scenaristi su bili (po azbučnom redosledu):  Petar Aladžić, Predrag Ivanović, Miodrag Milanović, Ivica Mitrović i Svetozar Obradović.
Crtači su bili (azbučno):  Stevan Brajdić, Milorad Žarić, Miodrag Ivanović, Predrag Ivanović, D. Ivković, Branislav Kerac, Bojan Kerzan, Pavel Koza, Vladimir Krstić, Spasoje Kulauzov, Marinko Lebović, B. Ljubičić, Stevo Maslek, Nikola Maslovara, Radič Mijatović, Željko Mitrović, Ahmet Muminović, Slavko Pejak, Dušan Pivac, Branko Plavšić, Zdravko Popović, Sibin Slavković (pseudonim: „S. Žunjević“), Ljubomir Filipov i Adam Čurdinjaković.
Dnevnik je pored stripova objavio i album sa samolepljivim sličicama pod nazivom Kradljivci krzna 1986. godine. Ta epizoda objavljena je u Lunov magnus stripu 2024. godine pod istim naizovm Kradljivci krzna.

### Kako je dobijena licenca za YU Bleka
Tradicija licencnih stripova u produkciji jugoslovenskih izdavača počela je 1978. godine. Svetozar Obradović je tada iskoristio pauzu dok je njegov saradnik bio u JNA da se poveže sa crtačem Brankom Plavšićem. Na inicijativu Sretena Draškovića, urednika Dnevnikovog izdavačkog odeljenja, izabran je Veliki Blek kao eksperiment. Licencu je bilo lako dobiti jer je Dnevnikova produkcija već bila velika i opterećivala je strane partnere. Epizode Gužva u Bostonu i Blago Zelenih Močvara premijerno su objavljene u Lunovom Magnus Stripu u martu i aprilu 1978. godine. Prvobitna namera je bila da se povremenim objavljivanjem YU Bleka popune eventualne rupe u produkciji, ali je odziv publike prevazišao očekivanja. Uredništvo, predvođeno Draškovićem, preduzelo je korake da učvrsti domaću produkciju i pretvori je u redovnu pojavu. Poboljšan je ugovor sa stranim partnerom, čime je Dnevnikova produkcija tretirana ravnopravno sa produkcijama iz Italije i Francuske. Dnevnik je tada otvorio prvo radno mesto "crtač stripa" u Jugoslaviji, a prvi stalno zaposleni crtač bio je Branko Plavšić, postavši prvi "zvanični" profesionalac.

## Kulturološki uticaj
- Godine 1987. snimljen je film Il Grande Blek. Strast glavnog junaka po imenu Juri (Yuri) su knjige i stripovi — posebno oni o Velikom Bleku.[6]

## Spoljašnje veze
- — Priča o velikom Bleku
- Strip klub Darkwood — Spisak Blekovih epizoda objavljenih na srpskom jeziku
- — Blog posvećen Velikom Bleku. Mnoštvo tekstova, naslovih strana i crteža (језик: италијански)